# Лящинська Текля Якимівна
Те́кля Яки́мівна Лящи́нська (1911 , Великі Бірки, Тернопільський повіт, Королівство Галичини та Володимирії, Австро-Угорщина  — невідомо ) — український державний діяч. Депутат Верховної Ради УРСР 1-го скликання (1940–1947).

## Біографія
Народилася 1911 року в бідній селянській родині в селі Великі Бірки, тепер Тернопільський район, Тернопільська область, Україна. У п'ятнадцятирічному віці втратила батька. Закінчила чотирикласну школу, наймитувала у заможних селян і на фільварку поміщика Федоровича на Тернопільщині.
З осені 1939 року — завідувач їдальні, член правління споживчого товариства в селі Великі Борки, з 1940 року — завідувач відділу соціального забезпечення виконавчого комітету Великоборківської районної ради депутатів трудящих (село Великі Борки) Тарнопільської області.
24 березня 1940 року обрана депутатом Верховної Ради УРСР 1-го скликання по Тарнопольському виборчому округу № 375 Тарнопільської області.
Кандидат у члени ВКП(б) з квітня 1941 року.
Під час німецько-радянської війни у 1941 році виїхала в евакуацію до родичів чоловіка в Кіровоград, попала в оточення, залишилася на окупованій території. Працювала в колгоспі імені Куйбишева в селі Ново-Миколаївка Кіровоградського району Кіровоградської області, у 1942 році повернулася в село Великі Бірки, де продовжувала переховуватися від німців.
З 1944 року, після приходу на Тернопільщину Червоної армії — завідувач відділу соціального забезпечення виконавчого комітету Великоборківської районної ради депутатів трудящих Тернопільської області.
На червень 1945 року — слухач Партійної школи при ЦК КП(б)У в Києві.